# D.G. 잉링 & 손
D.G. 잉링 & 손(D.G. Yuengling & Son)은 미국 펜실베이니아주 포츠빌(Pottsville)에 위치한 미국에서 가장 오래된 맥주 회사로, 1829년 창립했다. 생산량으로 볼 때 미국 내에서 가장 큰 맥주 회사들 중 하나로 꼽힌다. 잉링이 상표로 등록해놓은 캐치프레이즈 "아메리카에서 가장 오래된 맥주 회사"(America's Oldest Brewery)는 미국 내에서만 한정된다. 북아메리카에서 가장 오래된 맥주 회사는 1786년 캐나다 브랜드인 몰슨(Molson)이기 때문이다.
잉링은 2005년 기준으로 1년에 120만 배럴을 생산하며 이는 미국의 상업 맥주 회사들 가운데에서 여섯 번째로 많이 생산한 것이다. 펜실베이니아주에 두 개의 공장이 있지만, 플로리다주 템파(Tampa)에도 공장이 있다.
이 회사의 이름으로 볼 때 중국인이 회사를 세웠다는 인상을 주기 쉽지만, 사실 이 회사는 미국으로 이주한 독일인이 처음 설립한 것이다. 가족이 소유한 이 맥주 회사는 전통적으로 회사 소유권을 이전 소유자의 자식에게 넘겨져 왔다. 잉링 맥주들은 종종 애호가들로부터 "비타민 Y"나 "Yuengies"라고 불리기도 한다.

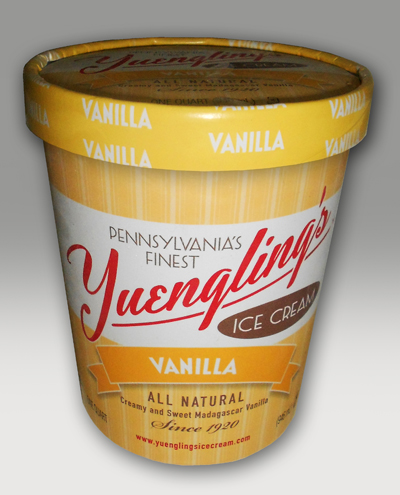
바닐라 아이스크림